# スタッド・オーリヤコワ・カンタル・オーヴェルニュ
スタッド・オーリヤコワ・カンタル・オーヴェルニュ（仏: Stade Aurillacois Cantal Auvergne）は、フランスのオーヴェルニュ＝ローヌ＝アルプ地域圏カンタル県オーリヤックに本拠地を置くラグビーユニオンクラブである。スタジアムはスタッド・ジャン＝アルリック。プロD2（2部）に所属。通称はオーリヤック（Aurillac）。

## 歴史
1904年創設。
2006-07シーズン後にフェデラル1から昇格して以降は、プロD2でプレー。

## スコッド
- ルカ・ニオラゼ(ジョージア代表)
- コーエン・ブルーメン(オランダ代表)
- ティム・デジョン(オランダ代表)
- テド・アブジャンダゼ(ジョージア代表)

## 歴代所属選手
- ジャック・バーガー(ナミビア代表)
- ニコロズ・カティアシヴィリ(ジョージア代表)
- ベカ・サギナゼ(ジョージア代表)
- PJ・ヴァンリー(ナミビア代表)
- ペニ・ラヴァイ(フィジー代表)
- マートゥリマヌ・レイアタウア(サモア代表)
- ゲオルゲ・ガジオン(ルーマニア代表)
- アドリアン・モトック(ルーマニア代表)
- ヴァノ・カルカゼ(ジョージア代表)
- ラシャ・ロミゼ(ジョージア代表)
- ジェイソン・マーシャル(カナダ代表)
- ゴティエ・ミングイルロン(スペイン代表)
- カルレン・アシエシヴィリ(ジョージア代表)
- メラブ・シャリカゼ(ジョージア代表)
- アンソニー・アウヴェス(ポルトガル代表)
- ギオルギ・ツツキリゼ(ジョージア代表)
- レバン・ダトゥナシヴィリ(ジョージア代表)
- ピーター・ネルソン(カナダ代表)
- ルイス・オーモンド(7人制ニュージーランド代表)
- トーマス・クレトゥ(ルーマニア代表)